# (3401) Ванфилос
(3401) Ванфилос (лат. Vanphilos) — астероид, относящийся к группе астероидов пересекающих орбиту Марса и принадлежащий к светлому спектральному классу S. Он был открыт 1 августа 1981 года американскими астрономами в обсерватории Гарварда и назван G. V. Williams в честь своих друзей Vanessa Hall и Philip Osborne по случаю их свадьбы.

Орбита астероида Ванфилос и его положение в Солнечной системе